# Miss Mondo 1988
Miss Mondo 1988, la trentottesima edizione di Miss Mondo, si è tenuta il 17 novembre 1989, presso il Royal Albert Hall di Londra. Il concorso è stato presentato da Peter Marshall e Alexandra Bastedo. Linda Pétursdóttir, rappresentante dell'Islanda è stata incoronata Miss Mondo 1988.

## Risultati

### Piazzamenti
| Risultato       | Concorrente |
| --------------- | --- |
| Miss Mondo 1988 | - Islanda - Linda Pétursdóttir |
| 2ª classificata | - Corea del Sud - Yeon-hee Choi |
| 3ª classificata | - Regno Unito - Kirsty Roper |
| 4ª classificata | - Venezuela - Emma Rabbe |
| 5ª classificata | - Spagna - Susana de la Llave Varon |
| Top 10          | - Australia - Catherine Bushell - Austria - Alexandra Werbanschitz - Norvegia - Rita Paulsen - Stati Uniti - Diana Magaňa - Svezia - Cecilia Margareta Hörberg |

### Regine continentali
| Risultato | Concorrente                     |
| --------- | ------------------------------- |
| Africa    | - Kenya - Dianna Naylor         |
| Americhe  | - Venezuela - Emma Rabbe        |
| Asia      | - Corea del Sud - Yeon-hee Choi |
| Europa    | - Islanda - Linda Pétursdóttir  |
| Oceania   | - Australia - Catherine Bushell |

### Riconoscimenti speciali
| Risultato        | Concorrente                                    |
| ---------------- | ---------------------------------------------- |
| Miss Personality | - Portogallo - Helena Isabel de Cunha Laureano |
| Most Photogenic  | - Guatemala - Mariluz Aguilar Rivas            |

## Concorrenti
- Argentina - Gabriela Karina Marino
- Australia - Catherine Bushell
- Austria - Alexandra Werbanschitz
- Bahamas - Natasha Rolle
- Barbados - Ferida Kola
- Belgio - Daisy Van Cauwenbergh
- Belize - Pauline Young
- Bermuda - Sophia Cannonier
- Bolivia - Claudia Nazer
- Bulgaria - Sonia Vassileva
- Canada - Morgan Fox
- Cile - María Francisca Aldunate
- Cipro - Aphrodite Theophanous
- Colombia - Jasmín Oliveros Segura
- Corea del Sud - Choi Yeon-hee
- Costa Rica - Virginia Steinvort
- Curaçao - Anuschka Cova
- Danimarca - Susanne Johansen
- Ecuador - Cristina Elena López Villagómez
- Egitto - Dina El Naggar
- El Salvador - Karla Lorena Hasbun
- Filippine - Dana Mayor Narvadez
- Finlandia - Nina Andersson
- Francia - Claudia Frittolini
- Germania - Katja Munch
- Ghana - Dzidzo Abra Amoa
- Giamaica - Andrea Nichola Haynes
- Giappone - Kazumi Sakikubo
- Gibilterra - Tatiana Desoiza
- Grecia - Ariadne Mylona
- Guam - Rita Mae Pangelinan
- Guatemala - Mariluz Aguilar Rivas
- Guyana - Christina Jardim
- Honduras - Alina Díaz
- Hong Kong - Michele Monique Reis
- India - Anuradha Kottoor
- Irlanda - Collette Jackson
- Islanda - Linda Pétursdóttir
- Isola di Man - Victoria O'Dea
- Isole Cayman - Melisa McTaggart
- Isole Cook - Annie Wigmore
- Isole Vergini Americane - Cathy-Mae Sitaram
- Isole Vergini Britanniche - Nelda Felecia Farrington
- Israele - Dganit Cohen
- Italia - Giulia Gemo
- Jugoslavia - Suzana Zunic
- Kenya - Dianna Naylor
- Libano - Sylvana Samaha
- Liberia - Ollie White
- Lussemburgo - Chantal Schanbacher
- Macao - Helena da Conceição Lo Branco
- Malaysia - Sue Wong Choy-Fun
- Malta - Josette Camilleri
- Mauritius - Véronique Ash
- Messico - Cecilia Cervera Ferrer
- Nigeria - Omasan Tokurbo Buwa
- Norvegia - Rita Hélène Paulsen
- Nuova Zelanda - Lisa Corban
- Paesi Bassi - Angela Visser
- Papua Nuova Guinea - Erue Taunao
- Paraguay - Maria José Miranda
- Perù - Martha Elena Kaik Tosso
- Polonia - Joanna Gapinska
- Portogallo - Helena Isabel da Cunha Laureano
- Regno Unito - Kirsty Roper
- Rep. Dominicana - Maria Josefina Martínez
- Saint Kitts e Nevis - Haley Cassius
- Samoa - Noanoa Hill
- Sierra Leone - Tiwilla Ojukutu
- Singapore - Shirley Teo Ser Lee
- Spagna - Susana de la Llave Varón
- Sri Lanka - Michelle Koelmeyer
- Stati Uniti - Diana Magaña
- Svezia - Cecilia Margareta Hörberg
- Svizzera - Karina Berger
- eSwatini - Thandeka Magagula
- Taiwan - Wu Yi-Ning
- Thailandia - Thaveeporn Hunsilp
- Trinidad e Tobago - Wendy Baptiste
- Turchia - Esra Sumer
- Turks e Caicos - Doreen Dickenson
- Uganda - Nazma Jamal Mohamed
- Uruguay - Gisel Silva Sienra
- Venezuela - Emma Irmgard Marina Rabbe Ramírez